# Nodulisporium africanum
Nodulisporium africanum är en svampart som beskrevs av G. Sm. 1951. Nodulisporium africanum ingår i släktet Nodulisporium och familjen kolkärnsvampar.   Inga underarter finns listade i Catalogue of Life.